# Caux (Hérault)
Caux település Franciaországban, Hérault megyében. Lakosainak száma 2692 fő (2022. január 1.). Caux Alignan-du-Vent, Fontès, Neffiès, Nizas, Pézenas és Roujan községekkel határos.

## Népesség
A település népességének változása:
| Lakosok száma | 1711 | 1578 | 1709 | 2463 | 2532 | 2547 | 2560 | 2538 | 2589 | 2692 |
|               | 1968 | 1982 | 1990 | 2006 | 2013 | 2015 | 2017 | 2019 | 2020 | 2022 |